# 渡边信一郎
渡边信一郎（日语：／ Watanabe Shin'ichirō，1965年5月24日—），日本动画导演，生于日本京都府。他以執導廣受好評和商業成功的動漫系列《Cowboy Bebop》和《混沌武士》 而聞名。並經常在作品融入流行音樂的運用、以成熟性質的敘事主題和多種流派的融合為特色。

## 經歷
19岁时受上映的宫崎骏的《风之谷》和押井守的《福星小子2：绮丽梦中人》影响而对动画这种影像形式有了全新的认识，遂于次年（1985年）以制片助理身份加入日升动画参与高桥良辅《蒼藍流星》的制作。
2012年4月，时隔八年再度執導電視動畫、亦為其首部執導的改编作品《坂道上的阿波罗》首播。2012年10月，与菅野洋子和Grankfunk的音乐制作人冨永恵介成立偶像公司PIANO INC.。 2012年10月，参加西班牙格拉纳达『FicZone 2012』、并表示在未来会分别与BONES以及MAPPA合作两部风格迥异的新作。
2013年5月，渡边参加伦敦动漫展（MCM London Comic Con，24~26日）2013年8月，出席美国20届Otakon盛会（August 9 - August 11, 2013； Baltimore Convention Center，Baltimore, Maryland, USA ），一同出席的还有菅野洋子、丸山正雄等人。

## 参与作品

### 電視動畫
1980年代
- 苍之流星（1985年） 3・7・12・17・21・26・31・36话制作进行

1990年代
- 大妈们（1990年） 各话演出
- 阿鹤公主（1990年） 分镜、演出
- 魔神英雄传2（1990年） 17・22・27话分镜・演出
- 元气爆发（1992年） 43话分镜、5话演出、40话分镜・演出
- 妈妈是小学四年级（1992年） 42话分镜
- 疾风战士（1993年） 20话分镜、10话分镜・演出
- 城市风云儿（1993年） 18话分镜
- 新机动战记GUNDAM W（1995年） 34话分镜（与高松信司共同）
- 圣天空战记（1996年） 12・16话分镜、5・8话分镜・演出
- Cowboy Bebop（1998年） 导演、1・2・5・9・17・25・26话分镜、17话（与横手美智子共同）・21话（与村井贞之共同）脚本

2000年代
- Samurai Champloo（2004年） 导演、1话分镜・演出、12话脚本・分镜、14（与村瀬修功共同）・17话分镜、23・25话脚本、26话脚本・分镜（与横山彰利共同）・演出（与山本沙代）
- 交响诗篇 Eureka Seven（2005年） 第三期ED
- Noein（2005年） 22话分镜
- Ergo Proxy（2006年） 19话分镜
- 铁腕巴蒂（2008年） 12话分镜
- 道子与哈金（2008年） 音乐监督

2010年代
- STAR DRIVER 闪亮的塔科特（2010年） OP分镜・演出
- 坂道上的阿波罗（2012年）导演、1话分镜、12话分镜演出
- 鲁邦三世～名为峰不二子的女人～（2012年） 音乐监督
- 宇宙浪子（2014年）导演
- 東京殘響（2014年）原案 原作 導演
- 凱洛與塔斯黛（2019年）原作 導演

2020s
- Sonny Boy（2021年）音樂顧問
- LAZARUS 拉撒路 原作 導演 編劇 分鏡

### OVA
- Dirty Pair（1987年 - 1988年） 3・7・9话演出
- 机甲猎兵 （1988年 - 1989年） 2・5・8・11话演出
- Capricoan（日语：カプリコン）（1991年） 分镜・共同
- 机动战士GUNDAM 0083：Stardust Memory（1991年） 1・8・12话演出、3・6・10话分镜・演出
- Macross Plus（1994年） 导演
- 黑客帝国动画版（2003年）《少年故事》（Kid's Story）、《侦探的故事》（A Detective Story）  导演
- 銀翼殺手：2022大斷電（2017年） 導演[5]、編劇

### 电影
- 机动战士高达0083 吉恩的残光（1992年） 分镜・演出
- Macross Plus MOVIE EDITION（1995年） 导演
- Cowboy Bebop：天国之扉（2001年） 导演
- Mind Game（2004年） 音乐监督
- t.A.T.u. PARAGATE（2004年） OP演出（制作中止）
- 天才狂歡派對『BABY BLUE』（2007年） 导演・音乐监督
- 机动战士GUNDAM 闪光的哈萨维（2021年）分鏡

### CM
- Nike CM 恐怖の部屋：自分の恐怖（2004年） 导演

※ 以下“导演”一职以日文习惯记作“监督”

## 年表明细

### 监督作品
| 年份   | 类型      | 日文                          | 英文                                                             | 中文                                                                |
| ------ | --------- | ----------------------------- | ---------------------------------------------------------------- | ------------------------------------------------------------------- |
| 1994年 | OVA       | マクロスプラス                | MACROSS PLUS                                                     | 超时空要塞PLUS / 超时空要塞外传                                     |
| 1995年 | 剧场      | マクロスプラス MOVIE EDITION  | Macross Plus: Movie Edition                                      | 超时空要塞PLUS 电影版 / 超时空要塞PLUS 剧场版 / 超时空要塞外传 剧场 |
| 1998年 | TVA       | カウボーイビバップ            | Cowboy Bebop                                                     | 星际牛仔 / 宇宙牛仔 / 赏金猎人 / 恶男杰特 / 咆哮牛仔                |
| 2001年 | 剧场      | カウボーイビバップ 天国の扉   | Cowboy Bebop: The Movie / Cowboy Bebop: Knockin' On Heavens Door | 赏金猎人：天国之扉 / 星际牛仔：天国之门 / 咆哮牛仔：天堂之门        |
| 2004年 | TVA       | サムライチャンプルー          | SAMURAI CHAMPLOO                                                 | 混沌武士 / 琉球狂侍 / 琉球武士疯云录                                |
| 2007年 | 短片      | ジーニアス・パーティBABY BLUE | BABY BLUE                                                        | 婴儿蓝                                                              |
| 2012年 | TVA       | 坂道のアポロン                | Kids on the Slope                                                | 坂道上的阿波罗                                                      |
| TBA    | BONES企画 | BONES企画                     | BONES企画                                                        | BONES企画                                                           |
| TBA    | MAPPA企画 | MAPPA企画                     | MAPPA企画                                                        | MAPPA企画                                                           |
| 2014年 | TVA       | スペース☆ダンディ             | Space Dandy                                                      | 宇宙浪子                                                            |

### 从业编年史
| 作品                       | 集数            | 标题                                                        | 渡边任职               | 脚本                         | 分镜                                      | 演出                                      | 作监                | 首播              |
| -------------------------- | --------------- | ----------------------------------------------------------- | ---------------------- | ---------------------------- | ----------------------------------------- | ----------------------------------------- | ------------------- | ----------------- |
| 苍之流星 （TVA）           | 第03话          | "その瞳を信じて"                                            | 制作进行               | 平野靖士                     | 川手浩次                                  | 加濑充子                                  | 伊东诚              | 1985年 10月10日   |
| 苍之流星 （TVA）           | 第07话          | "血はあかかった"                                            | 制作进行               | 伊东恒久                     | 网野哲郎                                  | 网野哲郎                                  | 村中博美            | 11月14日          |
| 苍之流星 （TVA）           | 第12话          | "さよならの赤い星"                                          | 制作进行               | 五武冬史                     | 泷泽敏文                                  | 今西龙志                                  | 谷口守泰            | 12月19日          |
| 苍之流星 （TVA）           | 第17话          | "群がる殺人機"                                              | 制作进行               | 五武冬史                     | 泷泽敏文                                  | 加濑充子                                  | 贵志夫美子          | 1986年 01月30日   |
| 苍之流星 （TVA）           | 第21话          | "我が名はフォロン"                                          | 制作进行               | 五武冬史                     | 加濑充子                                  | 加濑充子                                  | 贵志夫美子          | 02月27日          |
| 苍之流星 （TVA）           | 第26话          | "時は流れた!"                                               | 制作进行               | 星山博之                     | 加濑充子                                  | 加濑充子                                  | 谷口守泰            | 04月3日           |
| 苍之流星 （TVA）           | 第31话          | "時は流れた!"                                               | 制作进行               | 五武冬史                     | 谷田部胜义                                | 谷田部胜义                                | 八幡正              | 05月8日           |
| 苍之流星 （TVA）           | 第36话          | "敵V-MAX発動"                                               | 制作进行               | 星山博之                     | 网野哲郎                                  | 加濑充子                                  | 村中博美            | 06月12日          |
| 苍之流星 （OVA）           | 第01话          | "エイジ1996"                                                | 制作进行 （共同）      | 今西隆志 （构成）            | 网野哲郎 （等五人）                       | 今西隆志                                  | 谷口守泰 （等五人） | 08月21日          |
| 苍之流星 （OVA）           | 第02话          | "ル・カイン1999"                                            | 制作进行 （共同）      | 谷田部胜义 （构成）          | 网野哲郎 （等四人）                       | 谷田部胜义                                | 谷口守泰 （等五人） | 09月21日          |
| 苍之流星 （OVA）           | 第03话          | "刻印2000"                                                  | 制作进行 （共同）      | 五武冬史                     | 网野哲郎 加濑充子                         | 加濑充子                                  | 谷口守泰 （等三人） | 10月21日          |
| Dirty Pair （OVA）         | 第03话          | "天罰なんかこわくない てきめん？！ 神の挑戦状"              | 演出                   | 大野木宽                     | 高松信司                                  | 渡边信一郎                                | 小林智子            | 1988年 01月21日   |
| Dirty Pair （OVA）         | 第07话          | "リベンジ・オブ・ザ・筋肉レディ 女の意地ってリングの華？！" | 演出                   | 园田英树                     | 福永西                                    | 渡边信一郎                                | 浜崎贤一            | 03月21日          |
| Dirty Pair （OVA）         | 第09话          | "赤い目玉は地獄のシグナル 殺戮小隊を追え！"                 | 演出                   | 平野靖士                     | 谷田部胜义                                | 渡边信一郎                                | 土器手司            | 04月21日          |
| 机甲猎兵 （OVA）           | 第02话          | "Colosseum"                                                 | 演出                   | 山口宏                       | 横山裕一朗                                | 渡边信一郎                                | 谷口守泰            | 11月21日          |
| 机甲猎兵 （OVA）           | 第05话          | "Battlefield"                                               | 演出                   | 高桥良辅                     | 横山裕一朗                                | 渡边信一郎                                | 谷口守泰            | 1989年 01月21日   |
| 机甲猎兵 （OVA）           | 第08话          | "Ghost Town"                                                | 演出                   | 五武冬史                     | 横山裕一朗                                | 渡边信一郎                                | 谷口守泰            | 02月21日          |
| 机甲猎兵 （OVA）           | 第11话          | "Base"                                                      | 演出                   | 高桥良辅                     | 横山裕一朗                                | 渡边信一郎                                | 谷口守泰            | 04月28日          |
| 阿鹤公主 （TVA）           | 全49话          | つる姫じゃ〜っ!                                             | 分镜·演出              | 不明                         | 不明                                      | 小华和ためお （监督）                     | 游佐和重 （总作监） | 1990年 01月9日    |
| 大妈们 （TVA）             | 不明            | オバタリアン                                                | 演出                   | 不明                         | 不明                                      | 网野哲郎 （监督）                         | 稻野义信 （总作监） | 04月3日           |
| 魔神英雄传2 （TVA）        | 第17话          | 龍神丸宇宙へ行く！                                          | 分镜·演出              | 川崎裕之                     | 渡边信一郎                                | 渡边信一郎                                | 青野厚司            | 06月29日          |
| 魔神英雄传2 （TVA）        | 第22话          | 宝さがしでトロピカル！                                      | 分镜·演出              | 高桥义昌                     | 渡边信一郎                                | 渡边信一郎                                | 青野厚司            | 08月3日           |
| 魔神英雄传2 （TVA）        | 第27话          | 闇に消えた龍神丸！                                          | 分镜·演出              | 川崎裕之                     | 渡边信一郎                                | 渡边信一郎                                | 富永真理 服部宪和   | 09月7日           |
| Capricorn （OVA）          | 48分钟          | N/A                                                         | 脚本·分镜 （共同）     | 今西隆志 真锅让治 渡边信一郎 | 今西隆志 真锅让治 渡边信一郎              | 今西隆志 （监督）                         | 谷口守泰            | 1991年 04月5日    |
| 高达0083 （OVA）           | 第01话          | "STARDUST RISING"                                           | 演出                   | 五武冬史                     | 加濑充子                                  | 渡边信一郎                                | 川元利浩            | 05月23日          |
| 高达0083 （OVA）           | 第03话          | "IRREGULARS IN ALBION"                                      | 分镜·演出              | 五武冬史                     | 渡边信一郎                                | 渡边信一郎                                | 川元利浩            | 06月27日          |
| 高达0083 （OVA）           | 第06话          | "MIND OF THE MOON"                                          | 分镜·演出              | 远藤明范                     | 渡边信一郎                                | 渡边信一郎                                | 逢坂浩司            | 10月24日          |
| 高达0083 （OVA）           | 第08话          | "CONSPIRACY OF SILENCE"                                     | 演出                   | 大熊朝秀                     | 加濑充子                                  | 渡边信一郎                                | 逢坂浩司            | 1992年 02月20日   |
| 高达0083 （OVA）           | 第10话          | "THE HOT AREA"                                              | 分镜·演出              | 大熊朝秀                     | 渡边信一郎                                | 渡边信一郎                                | 川元利浩            | 05月21日          |
| 高达0083 （OVA）           | 第12话          | "ASSAULT WAVES"                                             | 演出                   | 大熊朝秀                     | 今西隆志                                  | 渡边信一郎                                | 菅野宏纪            | 08月21日          |
| 高达0083 （剧场）          | 119分钟         | "ジオンの残光"                                              | 演出·分镜 （共同）     | 五武冬史 （等 五人）         | 加濑充子 （等 四人）                      | 今西隆志 （监督）                         | 川元利浩 （总作监） | 08月29日          |
| 妈妈是小学四年级 （TVA）   | 第42话          | "ダブルデートでドキッ！"                                    | 分镜                   | 影山由美                     | 渡边信一郎                                | 原田奈奈                                  | 远藤裕一            | 10月23日          |
| 元气爆发 （TVA）           | 第35话          | "がんばれ!出前一人旅"                                       | 演出                   | 千叶克彦                     | 山口祐司                                  | 渡边信一郎                                | 佐久间信一          | 11月25日          |
| 元气爆发 （TVA）           | 第40话          | "ヒーローはモチ嫌い!?"                                      | 分镜·演出              | 金巻兼一                     | 渡边信一郎                                | 渡边信一郎                                | 佐久间信一          | 1993年 01月6日    |
| 元气爆发 （TVA）           | 第43话          | "完全無欠のデート作戦"                                      | 分镜                   | 志茂文彦                     | 渡边信一郎                                | 原田奈奈                                  | 柳泽哲也            | 01月27日          |
| 疾风战士 （TVA）           | 第10话          | "マグナムエースの秘密"                                      | 分镜·演出              | 山口亮太                     | 渡边信一郎                                | 渡边信一郎                                | 山本泰一郎          | 06月8日           |
| 疾风战士 （TVA）           | 第20话          | "閃光のシュート炸裂!"                                       | 分镜                   | 稻荷昭彦                     | 渡边信一郎                                | 大畑清隆                                  | 山本泰一郎          | 08月17日          |
| 城市风云儿 （TVA）         | 第18话          | "伝説の玉をさがせっ！！"                                    | 分镜                   | 大桥志吉                     | 渡边信一郎                                | 村田和也                                  | 谷口守泰            | 10月23日          |
| Macross Plus （OVA）       | 第01话          | N/A                                                         | 监督·分镜 （共同）     | 信本敬子                     | 河森正治 渡边信一郎                       | 河森正治 渡边信一郎                       | 夷倭世              | 1994年 08月25日   |
| Macross Plus （OVA）       | 第02话          | N/A                                                         | 监督·分镜 （共同）     | 信本敬子                     | 河森正治 渡边信一郎 （樋口真嗣 分镜共同） | 河森正治 渡边信一郎 （樋口真嗣 分镜共同） | 青野厚司            | 1995年 01月1日    |
| Macross Plus （OVA）       | 第03话          | N/A                                                         | 监督·分镜 （共同）     | 信本敬子                     | 河森正治 渡边信一郎 （樋口真嗣 分镜共同） | 河森正治 渡边信一郎 （樋口真嗣 分镜共同） | 森山雄治            | 02月21日          |
| Macross Plus （OVA）       | 第04话          | N/A                                                         | 监督·分镜 （共同）     | 信本敬子                     | 河森正治 渡边信一郎                       | 河森正治 渡边信一郎                       | 濑尾康博            | 06月25日          |
| Macross Plus （剧场）      | N/A             | マクロスプラス MOVIE EDITION                                | 监督·分镜 （共同）     | 信本敬子                     | 河森正治 渡边信一郎 （樋口真嗣 分镜共同） | 河森正治 渡边信一郎 （樋口真嗣 分镜共同） | 濑尾康博            | 10月7日           |
| 高达W （TVA）              | 第34话          | "その名はエピオン"                                          | 分镜 （共同）          | 隅泽克之                     | 高松信司 渡边信一郎                       | 吉本毅                                    | 西村诚芳            | 12月1日           |
| 圣天空战记 （TVA）         | 第05话          | "兄弟の刻印"                                                | 分镜·演出              | 北嶋博明                     | 渡边信一郎                                | 渡边信一郎                                | 逢坂浩司            | 1996年 04月30日   |
| 圣天空战记 （TVA）         | 第08话          | "天使の舞う日"                                              | 分镜·演出              | 北嶋博明                     | 渡边信一郎                                | 渡边信一郎                                | 新保卓郎 久行宏和   | 05月21日          |
| 圣天空战记 （TVA）         | 第12话          | "秘密の扉"                                                  | 分镜                   | 山口亮太                     | 渡边信一郎                                | 吉本毅                                    | 新保卓郎 柳泽哲也   | 06月18日          |
| 圣天空战记 （TVA）         | 第16话          | "導かれし者"                                                | 分镜                   | 稻荷昭彦                     | 渡边信一郎                                | 吉本毅                                    | 新保卓郎 柳泽哲也   | 07月16日          |
| Cowboy Bebop （TVA）       | 第XX话          | "よせあつめブルース Mish-Mash Blues"                        | 构成                   | 信本敬子 渡辺信一郎          | N/A                                       | N/A                                       | N/A                 | 1998年 06月26日   |
| Cowboy Bebop （TVA）       | 第01话          | "アステロイド・ブルース Asteroid Blues"                     | 监督 分镜              | 信本敬子                     | 渡边信一郎                                | 武井良幸                                  | 川元利浩            | 10月23日          |
| Cowboy Bebop （TVA）       | 第02话          | "野良犬のストラット Stray Dog Strut"                        | 分镜                   | 横手美智子                   | 渡边信一郎                                | 佐藤育郎                                  | 竹内浩志            | 04月3日 10月30日  |
| Cowboy Bebop （TVA）       | 第05话          | "堕天使たちのバラッド Ballad Of Fallen Angels"              | 分镜                   | 横手美智子                   | 渡边信一郎                                | 渡边哲哉                                  | 川元利浩            | 11月20日          |
| Cowboy Bebop （TVA）       | 第09话          | "Jamming With Edward"                                       | 分镜                   | 佐藤大                       | 渡边信一郎                                | 佐藤育郎                                  | 小森高博            | 05月29日 12月18日 |
| Cowboy Bebop （TVA）       | 第17话          | "Mushroom Samba"                                            | 脚本·分镜 （脚本共同） | 横手美智子 渡边信一郎        | 渡边信一郎                                | 森邦宏                                    | 新保卓郎 中田栄治   | 1999年 02月19日   |
| Cowboy Bebop （TVA）       | 第21话          | "Boogie Woogie Feng Shui"                                   | 脚本 （共同）          | 村井さだゆき 渡边信一郎      | 潮乱太                                    | 佐藤育郎                                  | 竹内浩志            | 03月19日          |
| Cowboy Bebop （TVA）       | 第25话          | "The Real Folk Blues (PART 1)"                              | 分镜                   | 信本敬子                     | 渡边信一郎                                | 佐藤育郎                                  | 小森高博            | 04月16日          |
| Cowboy Bebop （TVA）       | 第26话          | "The Real Folk Blues (PART 2)"                              | 分镜                   | 信本敬子                     | 渡边信一郎                                | 武井良幸                                  | 川元利浩            | 04月23日          |
| Cowboy Bebop （剧场）      | 120分钟         | "天国の扉"                                                  | 监督 分镜              | 信本敬子                     | 渡边信一郎                                | 武井良幸                                  | 川元利浩            | 2001年 09月1日    |
| The Animatrix （DTV）      | N/A             | "Kid's Story"                                               | 监督                   | 沃卓斯基姐弟                 | 渡边信一郎                                | 渡边信一郎                                | 桥本晋治            | 2003年 06月3日    |
| The Animatrix （DTV）      | N/A             | "A Detective Story"                                         | 监督                   | 渡边信一郎                   | 渡边信一郎                                | 渡边信一郎                                | 恩田尚之            | 06月3日           |
| Nike 恐怖の部屋 （CM）     | N/A             | "自分の恐怖"                                                | 监督                   | 不明                         | 渡边信一郎                                | 渡边信一郎                                | 不明                | 2004年            |
| Mind Game （剧场）         | 103分钟         | N/A                                                         | 音乐监督               | 汤浅政明                     | 汤浅政明                                  | 汤浅政明                                  | 末吉裕一郎          | 08月7日           |
| PARAGATE （剧场）          | OP              | t.A.T.u. PARAGATE                                           | 演出                   | N/A                          | N/A                                       | 渡边信一郎                                | 不明                | 中止              |
| Samurai Champloo （TVA）   | 第01话          | "疾風怒涛"                                                  | 监督 分镜·演出         | 小原信治                     | 渡边信一郎                                | 渡边信一郎                                | 中泽一登            | 05月19日          |
| Samurai Champloo （TVA）   | 第12话          | "温故知新"                                                  | 脚本·分镜              | 渡边信一郎                   | 渡边信一郎                                | 远藤広隆                                  | 山田正树            | 08月11日          |
| Samurai Champloo （TVA）   | 第14话          | "暗夜行路 其之弐"                                           | 分镜 （共同）          | 小原信治                     | 渡边信一郎 村濑修功                       | 村濑修功                                  | 伊东伸高 森下博光   | 09月1日           |
| Samurai Champloo （TVA）   | 第17话          | "酔生夢死 ふた夢"                                           | 分镜                   | 杉良太                       | 渡边信一郎                                | 远藤広隆                                  | 山田正树 （等三人） | 09月22日          |
| Samurai Champloo （TVA）   | 第23话          | "一球入魂"                                                  | 脚本                   | 渡边信一郎                   | 冈村天斎                                  | 熨斗谷充孝                                | 中泽一登 （等三人） | 2005年 02月25日   |
| Samurai Champloo （TVA）   | 第24话          | "生死流転 其之壱"                                           | 脚本 （共同）          | 小原信治 渡边信一郎          | 增井壮一                                  | 吉本毅                                    | 中井准 石井ゆみこ   | 03月4日           |
| Samurai Champloo （TVA）   | 第25话          | "生死流転 其之弐"                                           | 脚本 （共同）          | 小原信治 渡边信一郎          | 横山彰利 增井壮一                         | 中泽一登 恒松圭                           | 中泽一登            | 03月11日          |
| Samurai Champloo （TVA）   | 第26话          | "生死流転 其之参"                                           | 脚本 分镜·演出         | 渡边信一郎                   | 渡边信一郎 横山彰利                       | 渡边信一郎 山本沙代                       | 山田正树 （等三人） | 03月18日          |
| 交响诗篇 （TVA）           | OP3 （27~39话） | Eureka Seven "Tip Taps Tip"                                 | 分镜                   | N/A                          | 渡边信一郎                                | 京田知己                                  | 水畑健二            | 10月23日          |
| Noein （TVA）              | 第22话          | "ミライヘ…"                                                 | 分镜                   | 佐藤和治                     | 渡边信一郎                                | 菊地康仁                                  | 高桥裕一 （等三人） | 2006年 03月14日   |
| Ergo Proxy （TVA）         | 第19话          | "少女スマイル eternal smile"                                | 分镜                   | 佐藤大 浅山祐介              | 渡边信一郎                                | 山本沙代                                  | 小森秀人 坂本千代子 | 07月15日          |
| Genius Party （剧场/短片） | #7 15分钟       | "Baby Blue"                                                 | 监督 音乐监督          | 渡边信一郎                   | 渡边信一郎                                | 渡边信一郎                                | 安彦英二            | 2007年 07月7日    |
| 铁腕巴蒂 （TVA）           | 第12话          | Birdy the Mighty: Decode "DOOMSDAY"                         | 分镜                   | 高山文彦                     | 渡边信一郎                                | 古贺一臣                                  | 松本宪生 仁保知行   | 2008年 09月19日   |
| 道子与哈金 （TVA）         | 全22话          | "ミチコとハッチン"                                          | 音乐监督               | N/A                          | N/A                                       | N/A                                       | N/A                 | 10月15日 -        |
| 道子与哈金 （TVA）         | 全22话          | "ミチコとハッチン"                                          | 音乐监督               | N/A                          | N/A                                       | N/A                                       | N/A                 | 2009年 03月18日   |
| STAR DRIVER （TVA）        | OP1             | STAR DRIVER 輝きのタクト "GRAVITY Ø"                        | 分镜·演出              | N/A                          | 渡边信一郎                                | 渡边信一郎                                | 伊藤嘉之            | 2010年 10月3日    |
| 峰不二子 （TVA）           | 全13话          | "LUPIN the Third ～峰不二子という女～"                      | 音乐监督               | N/A                          | N/A                                       | N/A                                       | N/A                 | 2012年 04月4日    |
| 峰不二子 （TVA）           | 全13话          | "LUPIN the Third ～峰不二子という女～"                      | 音乐监督               | N/A                          | N/A                                       | N/A                                       | N/A                 | - 06月27日        |
| 坂道上的阿波罗 （TVA）     | 第01话          | "Moanin'"                                                   | 监督 分镜              | 加藤绫子                     | 渡边信一郎                                | 出合小都美                                | Cindy H.Y.          | 04月12日          |
| 坂道上的阿波罗 （TVA）     | 第12话          | "All Blues'"                                                | 分镜·演出              | 柿原优子                     | 渡边信一郎                                | 渡边信一郎                                | 山田胜哉 Cindy H.Y. | 06月28日          |
| BONES企画                  | TBA             | TBA                                                         | TBA                    | TBA                          | TBA                                       | TBA                                       | TBA                 | TBA               |
| MAPPA企画                  | TBA             | TBA                                                         | TBA                    | TBA                          | TBA                                       | TBA                                       | TBA                 | TBA               |

※ 大熊朝秀，即“今西隆志”；夷倭世，即“摩砂雪”；新保卓郎，即“しんぼたくろう”；潮乱太，即“本郷みつる”。

## 音乐方向

### 音乐监督
| 年份   | 类型 | 作品                                                                | 监督       | 音乐              |
| ------ | ---- | ------------------------------------------------------------------- | ---------- | ----------------- |
| 2004年 | 剧场 | "Mind Game" マインド・ゲーム                                        | 汤浅政明   | 山本精一          |
| 2007年 | 剧场 | "Genius Party" ジーニアス・パーティ                                 | 福岛敦子   | 井上薰            |
| 2007年 | 剧场 | "Genius Party" ジーニアス・パーティ                                 | 河森正治   | 中川俊郎 井筒昭雄 |
| 2007年 | 剧场 | "Genius Party" ジーニアス・パーティ                                 | 木村真二   | 山本精一          |
| 2007年 | 剧场 | "Genius Party" ジーニアス・パーティ                                 | 福山庸治   | combopiano        |
| 2007年 | 剧场 | "Genius Party" ジーニアス・パーティ                                 | 二村秀树   | FENNESZ           |
| 2007年 | 剧场 | "Genius Party" ジーニアス・パーティ                                 | 汤浅政明   | 竹村延和          |
| 2007年 | 剧场 | "Genius Party" ジーニアス・パーティ                                 | 渡边信一郎 | 菅野洋子          |
| 2008年 | TVA  | "道子与哈金" ミチコとハッチン                                       | 山本沙代   | Alexandre Kassin  |
| 2012年 | TVA  | "鲁邦三世～名为峰不二子的女人～" LUPIN the Third -峰不二子という女- | 山本沙代   | 菊地成孔          |

※ 另、导演作品实际音乐监督未记名

### 配乐师涉及
| 年份            | 类型     | 作品                                                                | 音乐                                        |
| --------------- | -------- | ------------------------------------------------------------------- | ------------------------------------------- |
| 1985年 - 1986年 | TVA/OVA  | "苍之流星" 蒼き流星SPTレイズナー                                    | 乾裕树                                      |
| 1987年 - 1988年 | OVA      | "Dirty Pair" ダーティペア                                           | 木森敏之、田中公平                          |
| 1988年 - 1989年 | OVA      | "机甲猎兵" 機甲猟兵メロウリンク                                     | 乾裕树                                      |
| 1990年          | TVA      | "阿鹤公主" つる姫じゃ〜っ!                                          | 近藤浩章                                    |
| 1990年          | TVA      | "大妈们" オバタリアン                                               | 田中公平                                    |
| 1990年          | TVA      | "魔神英雄传2" 魔神英雄伝ワタル2                                     | 门仓聪、神林早人、兼崎顺一                  |
| 1991年 - 1992年 | OVA/剧场 | "机动战士GUNDAM 0083" STARDUST MEMORY / ジオンの残光                | 萩田光男                                    |
| 1992年 - 1993年 | TVA      | "元气爆发" 元気爆発ガンバルガー                                     | 长谷川智树                                  |
| 1993年          | TVA      | "疾风战士" 疾風!アイアンリーガー                                    | 和田薰                                      |
| 1994年 - 1995年 | OVA/剧场 | "Macross Plus" マクロスプラス                                       | 菅野洋子                                    |
| 1996年          | TVA      | "圣天空战记" 天空のエスカフローネ / The Vision of Escaflowne        | 菅野洋子、沟口肇                            |
| 1998年 - 2001年 | OVA/剧场 | "Cowboy Bebop" カウボーイビバップ / 天国の扉                        | 菅野洋子                                    |
| 2004年          | 剧场     | "Mind Game" マインド・ゲーム                                        | 山本精一                                    |
| 2004年 - 2005年 | TVA      | "Samurai Champloo" サムライチャンプルー                             | Tsutchie、fat jon、Nujabes、FORCE OF NATURE |
| 2007年          | 剧场     | "Genius Party" ジーニアス・パーティ                                 | 井上薰「GENIUS PARTY」                      |
| 2007年          | 剧场     | "Genius Party" ジーニアス・パーティ                                 | 中川俊郎、井筒昭雄「上海大竜」              |
| 2007年          | 剧场     | "Genius Party" ジーニアス・パーティ                                 | 山本精一「デスティック・フォー」            |
| 2007年          | 剧场     | "Genius Party" ジーニアス・パーティ                                 | combopiano「ドアチャイム」                  |
| 2007年          | 剧场     | "Genius Party" ジーニアス・パーティ                                 | FENNESZ「LIMIT CYCLE」                      |
| 2007年          | 剧场     | "Genius Party" ジーニアス・パーティ                                 | 竹村延和「夢みるキカイ」                    |
| 2007年          | 剧场     | "Genius Party" ジーニアス・パーティ                                 | 菅野洋子「BABY BLUE」                       |
| 2008年 - 2009年 | TVA      | "道子与哈金" ミチコとハッチン                                       | Alexandre Kassin                            |
| 2012年          | TVA      | "鲁邦三世～名为峰不二子的女人～" LUPIN the Third -峰不二子という女- | 菊地成孔                                    |
| 2012年          | TVA      | "坂道上的阿波罗" 坂道のアポロン / Kids on the Slope                 | 菅野洋子                                    |

※ 制作进行、演出、监督、音乐监督相关作品收录ONLY

## 脚注
1. ↑  . Nostalgisk. Animefever.   [2013年2月17日]. （原始内容存档于2020年12月1日） （中文）.
2. ↑  . MCM London Comic Con.   [2013-05-27]. （原始内容存档于2016-03-04） （英语）.
3. ↑  . http://www.uk-anime.net.   [2013年5月20日] （英语）. 外部链接存在于|publisher= (帮助)[永久]
4. ↑  . Otakon. Otakon.   [2013年6月]. （原始内容存档于2013-08-06） （英语）.
5. ↑  . Anime News. 2017-09-15  [2017-09-26]. （原始内容存档于2017-11-11）.
6. ↑  . Administrador. koi-nya.net.   [2012年10月13日]. （原始内容存档于2019年5月19日） （西班牙语）.